# IC 2385
IC 2385 — галактика типу Sb (компактна витягнута галактика) у сузір'ї Рись.
Цей об'єкт міститься в оригінальній редакції індексного каталогу.